# Sierzchów (Łódź)
Pour les articles homonymes, voir Sierzchów.
Sierzchów est une localité polonaise de la gmina de Bolimów, située dans le powiat de Skierniewice en voïvodie de Łódź.